# ローム＝ファン・ロエイエン協定
ローム＝ファン・ロエイエン協定（ローム＝ファン・ロエイエンきょうてい、インドネシア語: Perjanjian Roem-Roijen、オランダ語: Van Roijen-Roem-verklaring）は、1949年5月7日にバタヴィアのホテル・デス・インデスで、インドネシア共和派とオランダの間で合意された協定。この協定は、交渉にあたった双方の代表者であったモハマド・ロームとヤン・ヘルマン・ファン・ロエイエンの名から、名称がとられている。双方の交渉の目的は、同年の遅い時期にデン・ハーグで開催されたオランダ・インドネシア円卓会議において承認される運びとなったインドネシアの独立に先立って、主要な課題の調整を図ることにあった。

## 背景
1948年12月19日、オランダは、1945年のインドネシア独立宣言以降に共和派が支配していた地域の支配権奪還を目論み、カラス作戦と称された「警察活動」を展開した。この作戦は、軍事的には成功を収め、オランダ軍はインドネシア勢を圧倒して、共和派が首都としていたジョクジャカルタも含めジャワ島全域を奪還したが、これに対しては、国際連合をはじめ、世界中から非難が巻き起こった。
12月31日、オランダは国連が求めた休戦に応じることに同意した。これを受けてアメリカ合衆国は、戦後復興への財政援助の引き上げも示唆しながらオランダに圧力をかけ、インドネシア側と交渉にあたるよう促した。オランダはこれに同意した。1949年1月、国際連合安全保障理事会は、警察行動によって捕えられたインドネシア人指導者たちの解放を求め、オランダに対し1950年7月1日までに主権をインドネシアに移譲することを求めた。こうした圧力に直面したオランダは、敗北を認めた上で、インドネシア共和派の政府と、事前の折衝が必要であると主張した。

## 議論と合意
両者の間の話し合いは、4月14日から始まったが、オランダ側の代表団のリーダーだったヤン・ヘルマン・ファン・ロエイエンが、共和国派の代表団がジョクジャカルタに戻る前に、ゲリラ戦の停戦と、インドネシア人を集めた円卓会議への出席に合意することを求めたため、1週間後には暗礁に乗り上げてしまった。インドネシア共和国側の代表団のリーダーであったモハマド・ロームは、これらの要求を拒み、代表団はまず首都であるジョクジャカルタに戻らなければらないと主張した。アメリカ合衆国は、もし拒めば合衆国からの支援が受けられなくなるかもしれないと、オランダ側の条件を受け入れるようインドネシア側に圧力をかけた。インドネシア側の代表団の一員であったモハマド・ナトシルは、これに抗議して辞任したが、双方は5月7日に合意に達した。
合意の要点は、以下の通りであった。
- インドネシア軍は、すべてのゲリラ活動を停止する
- インドネシア共和国政府は、円卓会議への出席に同意する
- ジョクジャカルタにインドネシア共和国政府を再建する
- オランダ軍はすべての軍事行動を停止し、1948年12月17日以降に捉えた捕虜をすべて解放する
- オランダは、将来設けられるインドネシア合衆国の領域内に、新たに連邦国家を設けない

## その後
基本的に、オランダ側としては、暗礁に乗り上げていた段階でインドネシア側に求めていた譲歩を引き出せた形となった。捉えられていた捕虜たちの解放が始まったが、オランダ側は5月10日以降に捕縛した者については、犯罪者として扱い、解放の対象としなかった。6月18日、オランダ側の攻撃以降、政府として機能していたインドネシア共和国臨時政府は、共和国軍に軍事行動の停止を命じ、オランダ軍の最後の部隊は6月30日にジョクジャカルタ地方から撤退した。
7月6日、共和国の指導者であったスカルノとハッタは、首都に戻った。翌週、彼らは政府を始動させ、閣議がもたれた。7月から8月にかけて、インドネシア共和派は、オランダの支配地域内に設けられた諸国の代表者が集った連邦協議会と一連の会合をもち、独立国家としてのインドネシア連邦共和国（Republik Indonesia Serikat (RIS)）の結成に合意を取り付けようとした。RISへの最終的な主権の移管は、1949年8月23日から11月2日にかけてデン・ハーグで開催されたオランダ・インドネシア円卓会議で合意に達した。